# Suplum (ciruela)
Suplum es una variedad cultivar de ciruelo (Prunus salicina), de las denominadas ciruelas japonesas.. Criada por la empresa "Sun World International" con sede en Bakersfield (California), siendo marca registrada® Variedad club.
Fruta de tamaño mediano, siendo el color de su piel color púrpura oscuro, a veces casi negro, punteado abundante, pequeño, y su pulpa de color rojo carmín oscuro a amarillento rojizo, textura firme, jugosa, fibrosa, y sabor dulce, muy agradable. Tolera las zonas de rusticidad según el departamento USDA, de nivel 4 a 10.

## Sinonimia
- "Suplum Series",
- "Black Diamond® Series".[2]

## Historia
'Suplum' variedad de ciruela, de las denominadas ciruelas japonesas con base de Prunus salicina, que fue desarrollada y cultivada por "Sun World International" una empresa global de desarrollo y concesión de licencias de variedades de frutas, impulsada por tecnologías emergentes y enfocada desde sus inicios en los principios de sostenibilidad. Han impulsado su programa de genética de frutas desde finales de los años 1986 en su centro de desarrollo en Wasco (California).
'Suplum' es una serie de varios varietales de diferentes fechas de maduración y de recogida de cosecha en diferentes lugares del mundo donde se cultiva, de su marca registrada 'Black Diamond®' (emparentada con 'Angeleno'="Suplumsix").
Las ciruelas 'Suplum' se desarrollaron a finales del siglo XX en terrenos situados en Wasco en el valle de San Joaquín, en el condado de Kern (California).
Las ciruelas 'Suplum' se cultivan en Estados Unidos, Australia, Brasil, México, Suráfrica, Perú, Chile, España, Italia, Israel, . .

## Características
'Suplum' árbol medio y de crecimiento moderado, bajo y ancho con una copa densa de ramas empinadas, pesadas y más tarde caídas. Parcialmente autopolinizante. Muy saludable, cuelga bien del árbol y madura su cosecha todos juntos. Requiere un portainjerto fuerte.
'Suplum' tiene una talla de fruto mediana, ovoide, comprimido, simétrica, ventruda, depresión muy ligera a lo largo de la sutura, presentando sutura línea violeta, casi imperceptible en los frutos bien coloreados, superficial, en depresión ligera en toda su extensión, excepto junto a cavidad peduncular donde unos milímetros está hundida, casi hendida, y en la zona pistilar donde forma un pequeño surco; epidermis muy fuerte, recubierta de pruina abundante, violácea o azulada, de distribución irregular, sin pubescencia, siendo la piel de color púrpura oscuro, a veces casi negro, punteado abundante, tamaño pequeño, presenta zonas de "russetting"-"ruginoso" irregulares variables de unos ejemplares a otros; Pedúnculo medio, grueso, muy adherente a la carne, insertado en una cavidad peduncular de anchura muy estrecha, casi superficial, poco rebajada en la sutura y más levantada en el lado opuesto;pulpa de color rojo carmín oscuro, textura de firme a muy blanda, muy jugosa, fibrosa, y sabor dulce, muy agradable.
Hueso adherente, sobre todo en las caras laterales, grande, elíptico alargado, deprimido, zona ventral muy estrecha y poco sobresaliente, surco dorsal muy marcado, los laterales variables, superficie arenosa, semi lisa.
Su tiempo de recogida de cosecha se inicia en su maduración siendo la temporada de ciruela 'Black Diamond' en Europa que se compone actualmente de 'Suplum 41' y 'Suplum 28' en España, que comienzan a finales de mayo, seguidas de 'Suplum 28' y 'Suplum 11' en Italia.

## Usos
La ciruela 'Suplum' se come fresca del árbol a la mesa.

## Series de la variedad Suplum
Con base en la "Black Diamond®" se han ido desarrollando variaciones obteniendo nuevas variedades con diferentes mejoras como diferentes periodos de maduración para obtener cosechas consecutivas en las diferentes "black series" o "seriales" obtenidos.

Seriales de 'Suplum'
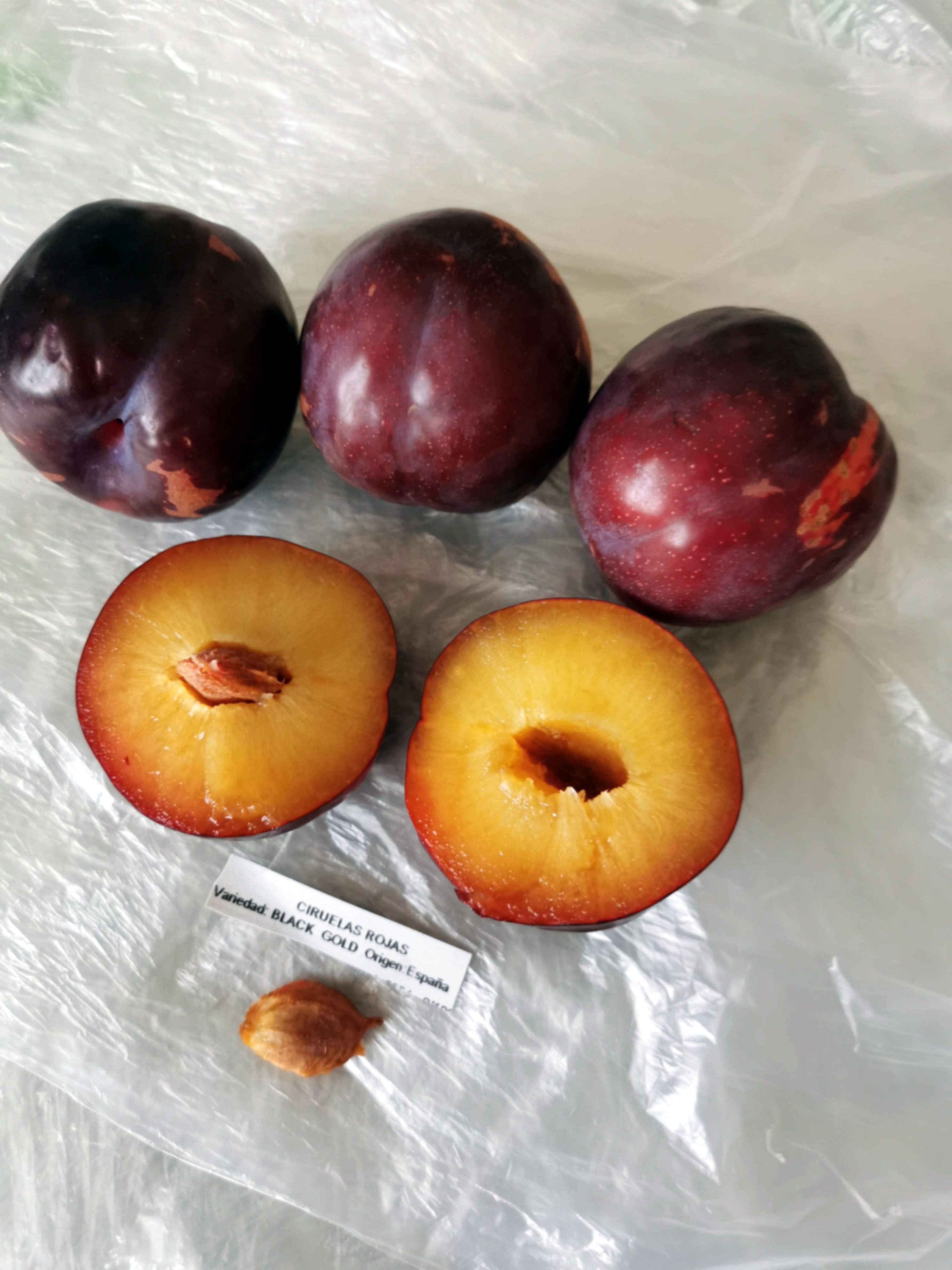
'Suplum 12' sinom. 'Black Gold'.
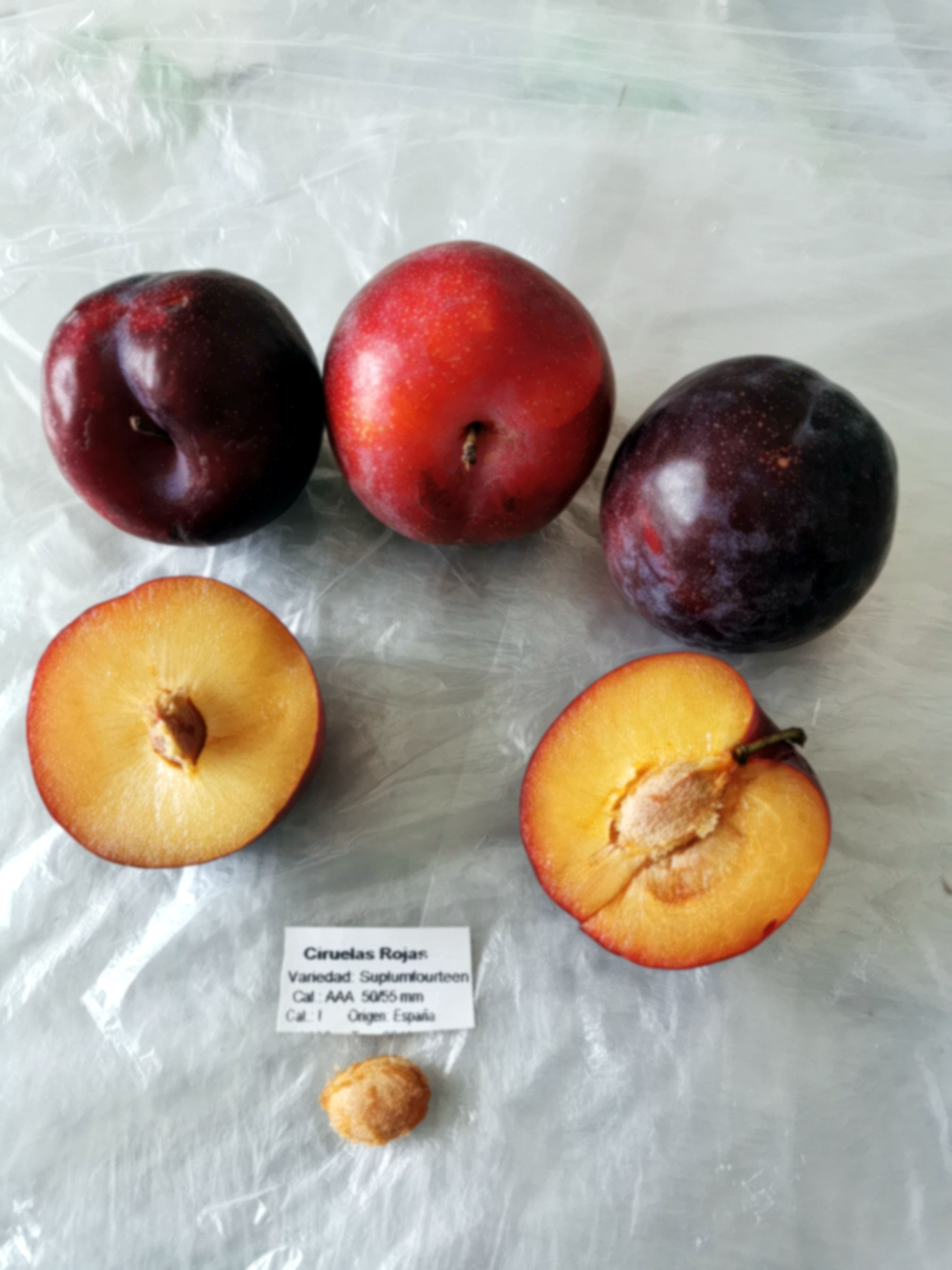
'Suplumfourteen'.
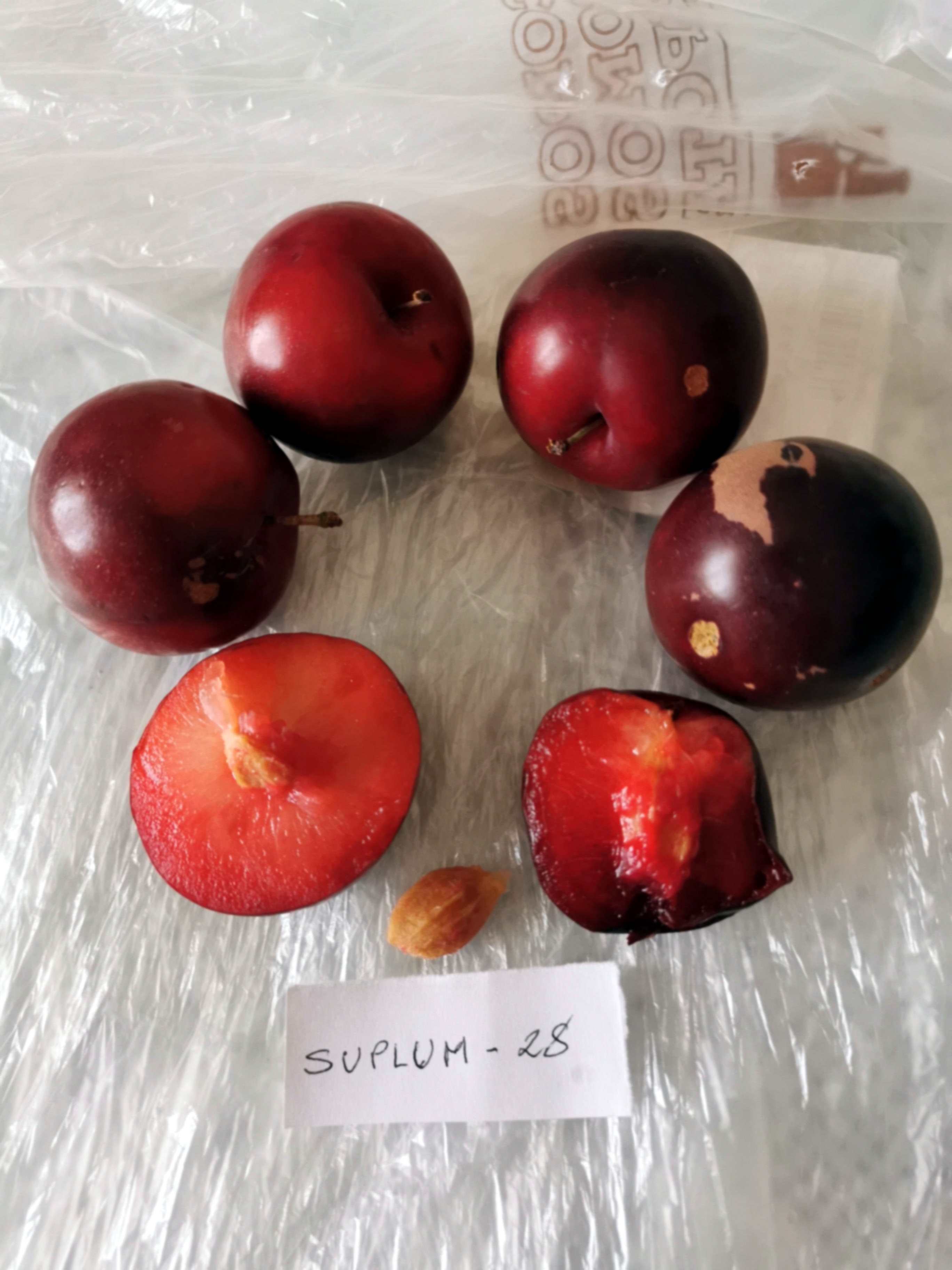
'Suplum 28'.
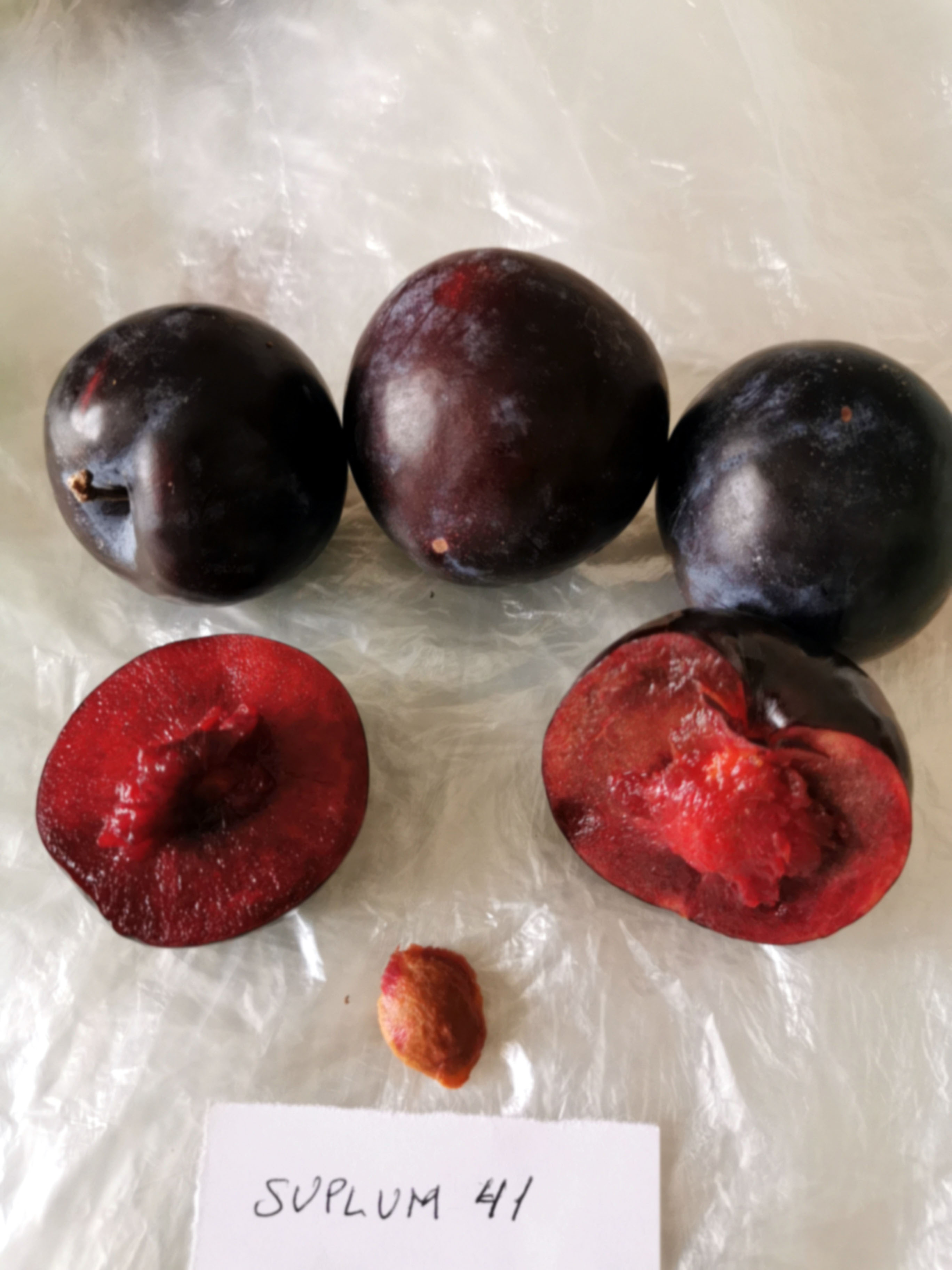
'Suplum 41'.
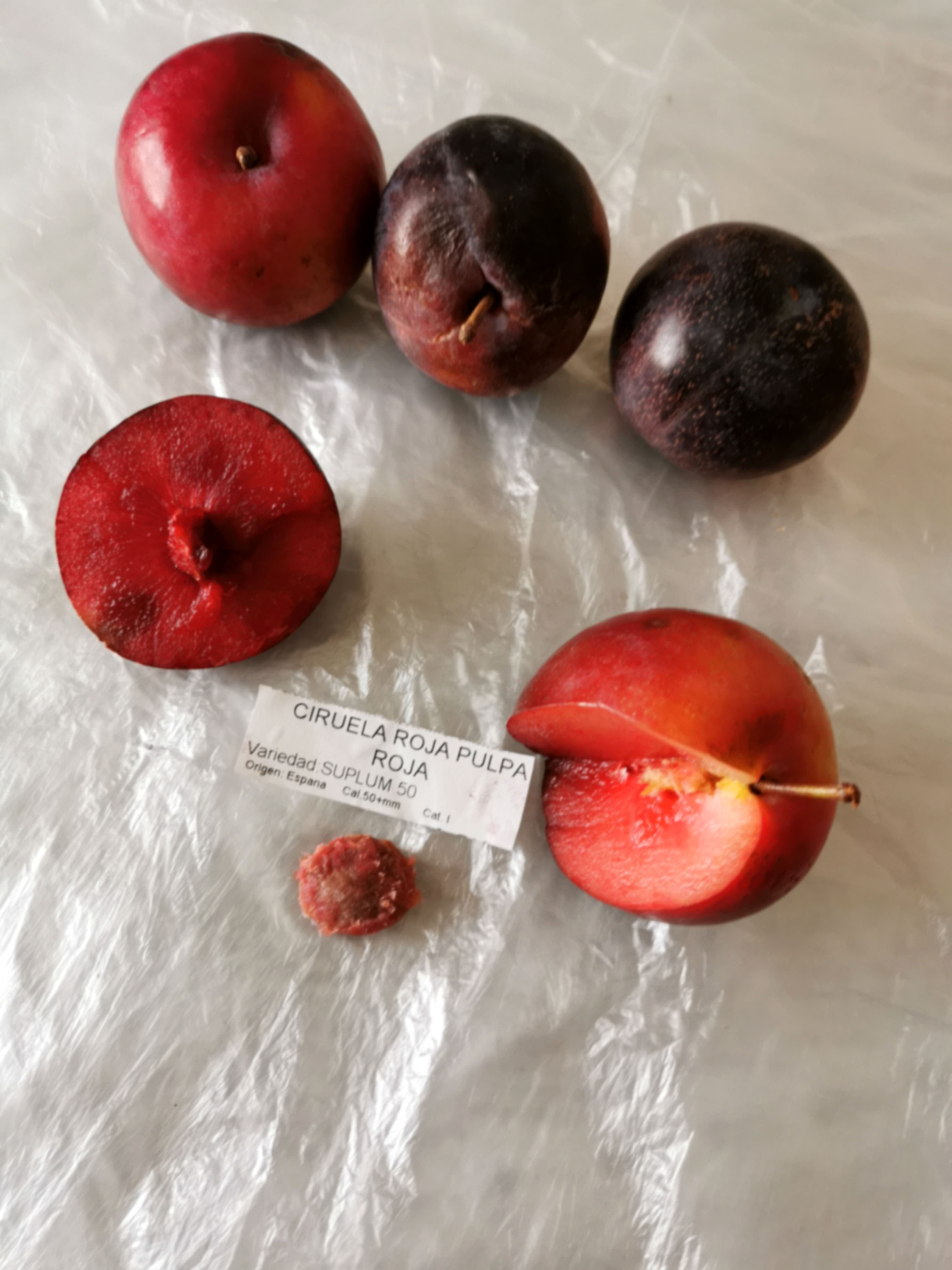
'Suplum 50'.